# Salomón Correal Durán
Salomón Correal Durán (Colombia, siglo XIX - siglo XX) fue un militar colombiano.

## Biografía
Fue jefe departamental de Guaduas (Cundinamarca), llegaría a ser director de la Policía Nacional de Colombia entre 1903 y 1904, en los gobiernos de José Manuel Marroquín y el gobierno de Rafael Reyes Prieto. 
Volvería a ser director de la Policía Nacional de Colombia entre 1914 y 1918 en el gobierno de José Vicente Concha, fue encargado en la investigación del asesinato de Rafael Uribe Uribe, no esclarecida hasta la actualidad.En 1916, fue denunciado por aplicar torturas a los detenidos en las cárceles para obligarlos a confesarse culpables.